# 31729 Scharmen
31729 Scharmen è un asteroide della fascia principale. Scoperto nel 1999, presenta un'orbita caratterizzata da un semiasse maggiore pari a 2,7976733 UA e da un'eccentricità di 0,1109131, inclinata di 8,40898° rispetto all'eclittica.